# Hesdin-la-Forêt
Hesdin-la-Forêt es una comuna nueva francesa situada en el departamento de Paso de Calais, de la región de Alta Francia.

## Historia
Fue creada el 1 de enero de 2025, en aplicación de una resolución del prefecto de Paso de Calais de 16 de octubre de 2024 con la unión de las comunas de Hesdin, Huby-Saint-Leu, Marconne y Sainte-Austreberthe, pasando a estar el ayuntamiento en la antigua comuna de Hesdin.

## Demografía
Según los datos aportados en la resolución del prefecto de Paso de Calais, la comuna se crea con 4600 habitantes.

## Composición
| Comuna delegada     | Código INSEE | Población (2022) | Superficie (km²) | Densidad (hab./km²) |
| ------------------- | ------------ | ---------------- | ---------------- | ------------------- |
| Hesdin              | 62447        | 2225             | 0.93             | 2392                |
| Huby-Saint-Leu      | 62461        | 840              | 12.44            | 68                  |
| Marconne            | 62549        | 1067             | 4.18             | 255                 |
| Sainte-Austreberthe | 62743        | 362              | 3.71             | 98                  |